# UTP (system informatyczny)
UTP (Universal Trading Platform), zaimplementowany na bazie systemu Linux (Red Hat Enterprise Linux) system informatyczny obsługujący Giełdę Papierów Wartościowych w Warszawie od 15 kwietnia 2013 roku, zakupiony od NYSE Technologies.

## Charakterystyka
Od 15 kwietnia 2013 r. notowania na Giełdzie Papierów Wartościowych w Warszawie prowadzone są w nowym systemie transakcyjnym UTP (Universal Trading Platform). Jej twórcą jest NYSE Technologies.
UTP jest systemem transakcyjnym, który spełnia najwyższe światowe standardy i jest wykorzystywany na giełdach grupy NYSE Euronext z siedzibami w Nowym Jorku, Paryżu, Lizbonie, Brukseli i Amsterdamie. Dzięki temu, że GPW wykorzystywać będzie system znany międzynarodowym inwestorom i brokerom z największych światowych rynków, zwiększy się szansa, że skierują oni uwagę w kierunku rynku w Warszawie.
W porównaniu z Warsetem, system UTP jest szybszy, bardziej wydajny, skalowalny i przepustowy, czyli umożliwiający wysłanie znacznie większej liczby zleceń na sekundę. Jednocześnie czas odpowiedzi na wysłane zlecenia skróci się do mikrosekund.
Dzięki UTP GPW SA i rynek kapitałowy w Polsce otworzą się na nowe kategorie inwestorów, w tym takich, którzy stosują handel wysokich częstotliwości i wysokich wolumenów przy wykorzystaniu zaawansowanych algorytmów. W rezultacie zwiększy się płynność i obniżą się koszty zawierania transakcji dla wszystkich inwestorów.
UTP oferuje szerszą funkcjonalność, a także umożliwia notowania instrumentów w nowych segmentach rynku, dotyczących określonych grup produktów (np. warranty i produkty strukturyzowane).
Dla inwestorów indywidualnych UTP oznaczać będzie przede wszystkim nowe możliwości zawierania transakcji – za pomocą nowych rodzajów zleceń i inaczej określanych terminów realizacji.
Przesłanki wprowadzenia nowego systemu na GPW:
- zaoferowanie rynkowi rozwiązania o najwyższych światowych standardach funkcjonalnych oraz technicznych
- stworzenie warunków do istotnego wzrostu płynności w różnych klasach instrumentów, a przez to możliwość obniżenia kosztów transakcyjnych
- dostęp do nowych klas instrumentów finansowych (m.in. nowe klasy instrumentów pochodnych, większa różnorodność produktów strukturyzowanych)
- dostęp do nowych technik inwestycyjnych (w tym algotradingu)
- dostęp do nowych funkcjonalności tradingowych (nowe typy zleceń, nowe zasady notowań w segmencie produktów strukturyzowanych)

## Parametry techniczneUTP[3]
Wydajność systemu - 20 tysięcy zleceń na sekundę
Skalowalność – każde dodanie serwera Trading Unit pozwala na zwiększenie wydajności systemu o kolejne 10 tys. zleceń na sekundę
Opóźnienie odpowiedzi:
- Opóźnienie odpowiedzi wewnętrzne (opóźnienie pomiędzy czasem złożenia zlecenia a otrzymaniem informacji o jego obsłudze liczone w module systemu UTP odpowiedzialnym za obsługę zleceń) – 150 mikrosekund

Pojemność systemu – 15 milionów zleceń w trakcie sesji giełdowej
Wysoka dostępność – potencjalne awarie poszczególnych komponentów obsługiwane są bez wpływu na przebieg notowań
Odzyskanie po awarii – w przypadku poważnej awarii możliwa jest kontynuacja notowań w danym dniu giełdowym

## Nowe typy zleceń[4]

### Nowy sposób obsługi zleceń typu PKC (Market Order)
Zlecenie PKC jest zleceniem bez limitu ceny, realizowanym z najlepszymi aktualnie dostępnymi zleceniami po przeciwnej stronie arkusza. W systemie UTP zlecenie PKC złożone w pre-openingu będzie miało taki sam priorytet jak zlecenie PCR. W trakcie notowań ciągłych zlecenie PKC można złożyć nawet wtedy, kiedy po przeciwnej stronie arkusza nie ma wystarczającego wolumenu pozwalającego na całkowitą realizację zlecenia. Niezrealizowana część zlecenia będzie oczekiwać w arkuszu jako zlecenie PKC (nie powodując zawieszenia instrumentu). W przypadku gdy zlecenie PKC doprowadza do uruchomienia statycznych ograniczeń wahań kursu, jego niezrealizowana część pozostaje w arkuszu jako PKC. W przypadku gdy zlecenie PKC doprowadza do uruchomienia dynamicznych ograniczeń wahań kursu, jego niezrealizowana część może pozostać w arkuszu jako PKC, zostać odrzucona automatycznie bez zawieszenia instrumentu, bądź też odrzucona ze zwieszeniem instrumentu.
Zlecenie może być zrealizowane w wielu transakcjach po różnych cenach.

### Zlecenie PCR (Market To Limit) zamiast zleceń PCR i PCRO
Zlecenia PCR i PCRO zostają zastąpione zleceniem PCR. Zlecenia PCR są akceptowane w pre-openingu oraz podczas notowań ciągłych. Jeśli w czasie otwarcia w arkuszu obecne jest przynajmniej jedno zlecenie PCR i jednocześnie brak jakiegokolwiek zlecenia po przeciwnej stronie arkusza, handel na danym instrumencie zostaje zawieszony. Jeśli w czasie składania zlecenia PCR w fazie notowań ciągłych brak jest jakiegokolwiek zlecenia po przeciwnej stronie arkusza, zlecenie PCR jest odrzucane. Zlecenia PCR składane w fazie dogrywki są również odrzucane.

### ZleceniePeg
Zlecenie typu Peg jest to zlecenie z limitem powiązanym z kursem referencyjnym (tzn. z limitem podążającym za zmianami kursu referencyjnego). Kursem referencyjnym dla zlecenia Peg jest limit najlepszego zlecenia po tej samej stronie arkusza co zlecenie Peg (tzw. Primary Peg). Limit zlecenia Peg jest aktualizowany w sposób ciągły. Zlecenia typu Peg są specjalnie oznakowane w arkuszu (są odróżnialne od pozostałych typów zleceń).
Podczas składania zlecenia Peg istnieje możliwość zdefiniowania dodatkowego limitu: maksymalnego dla zleceń kupna lub minimalnego dla zleceń sprzedaży, po przekroczeniu którego podstawowy limit zlecenia Peg przestaje być automatycznie aktualizowany przez system. Aktualizacja zlecenia Peg jest wznawiana, jeśli w arkuszu zleceń limit najlepszego zlecenia kupna (sprzedaży) spadnie poniżej (wzrośnie powyżej) maksymalnej (minimalnej) wartości limitu. Dodatkowy limit zabezpiecza inwestora przed zakupem instrumentu po zbyt wysokiej lub przed sprzedażą po zbyt niskiej cenie.

## Nowe typy ważności zleceń

### Ważne Na najbliższyFixing(WNF)
Zlecenia z ważnością WNF są przyjmowane do systemu w trakcie każdej fazy sesji, ale są aktywne tylko na najbliższym fixingu (otwarciu, zamknięciu, lub podczas odwieszenia instrumentu). Niezrealizowana część zlecenia jest usuwana natychmiast po zakończeniu fixingu.
Wszystkie zlecenia WNF są automatycznie anulowane po zakończeniu sesji.

### Ważne Na Zamknięcie (WNZ)
Zlecenia z ważnością WNZ są przyjmowane w trakcie każdej fazy sesji, ale biorą udział tylko w najbliższym fixingu na zamknięcie notowań. Niezrealizowana część zlecenia jest usuwana natychmiast po zakończeniu fixingu na zamknięcie.
Wszystkie zlecenia WNZ są automatycznie anulowane po zakończeniu sesji.

### Ważne Do Czasu (WDC)
Zlecenia z ważnością WDC pozostają w arkuszu zleceń do czasu określonego przez składającego zlecenie. Czas wygaśnięcia odnosi się do bieżącego dnia sesyjnego.

## Nowe zasady działania widełek dynamicznych
Głównym celem widełek dynamicznych jest spowolnienie tempa zmian kursu w okresach dużej zmienności cen na rynku. Górne i dolne widełki ograniczają przedział kursów, w którym dozwolone jest zawieranie transakcji. Widełki są liczone od wartości kursu odniesienia (np. kursu ostatniej transakcji).
Złożenie zlecenia powodującego zawarcie transakcji po cenie wykraczającej poza obowiązujące wartości widełek dynamicznych może skutkować (w zależności od parametryzacji poszczególnych klas instrumentów):
- automatycznym zawieszeniem standardowym instrumentu oraz odrzuceniem zlecenia
- automatycznym zawieszeniem standardowym instrumentu oraz przyjęciem zlecenia
- brakiem zawieszenia oraz odrzuceniem zlecenia

## Nowe funkcjonalności

### Kwotowania animatorów (Bulk, Mass Quotes)
Mass Quotes (zwane również Bulk Quotes) są wykorzystywane przez animatorów w celu jednoczesnego wysłania kwotowań dla wielu instrumentów (1-150) w jednym komunikacie. Kwotowanie dla pojedynczego instrumentu zawiera identyfikator instrumentu, kurs i wolumen kupna oraz/lub kurs i wolumen sprzedaży. Dla wszystkich instrumentów w komunikacie obowiązuje jeden (ten sam) zestaw danych rozliczeniowych (np. konto rozliczeniowe).
W danej chwili w arkuszu wybranego instrumentu może się znajdować po jednym zleceniu kupna i sprzedaży danego animatora. Dlatego też każde kolejne kwotowanie dla tego samego instrumentu powoduje anulowanie poprzedniego. Podczas wszystkich faz zlecenia animatora są traktowane jako zwykłe zlecenia z limitem. Są one uwzględniane podczas wyznaczani teoretycznego kursu otwarcia.

### High Performance Access(HPA, kolokacja)
HPA to usługa dla biur maklerskich polegająca na zapewnieniu im instalacji w bezpośrednim sąsiedztwie systemu transakcyjnego GPW sprzętu i oprogramowania służącego wyłącznie generowaniu zleceń (handel algorytmiczny) lub przetwarzaniu informacji rynkowych.
Usługa przeznaczona jest dla klientów wykorzystujących automatyczne systemy handlu, którzy będą chcieli zagwarantować sobie najszybszy dostęp do rynków GPW w celu przesyłania zleceń i odbioru danych rynkowych. Usługa ta gwarantuje wszystkim klientom identyczne i minimalne opóźnienie w komunikacji z systemem GPW, dzięki umiejscowieniu infrastruktury w bezpośrednim sąsiedztwie systemów transakcyjnych GPW.
Celem wprowadzenia tej usługi jest rozszerzenie i polepszenie jakości dostępu do rynków GPW, a co za tym idzie zwiększenie płynności i polepszenie procesu formacji cen.

### Możliwość szerszego stosowania handlu algorytmicznego
Handel algorytmiczny to zawieranie transakcji przy pomocy specjalnie zbudowanych systemów wykorzystujących różnego rodzaju formuły. Zasadniczo to funkcjonalność przeznaczona dla profesjonalnych, instytucjonalnych inwestorów, ale dzięki UTP za sprawą algorytmów tworzonych przez biura maklerskie strategie te będą mogli wykorzystywać także inwestorzy indywidualni.
Inwestorzy, którzy nie zdecydują się aktywnie uczestniczyć w handlu algorytmicznym również mogą się spodziewać korzyści z tak wygenerowanego obrotu: większej płynności, mniejszych spreadów, a w konsekwencji niższych kosztów transakcyjnych.

### DropCopy
DropCopy to możliwość agregowania w jednym kanale zleceń (i związanych z nimi transakcji) składanych z wielu lokalizacji danego Członka Giełdy.

### Automatyczne usuwanie zleceń
Usługa automatycznego usuwania zleceń w przypadku utraty połączenia danego Członka Giełdy będzie wykorzystywana głównie przez animatorów rynku w celu minimalizacji ryzyka związanego z brakiem kontroli nad zleceniami pozostającymi w arkuszach zleceń.

## Rynek instrumentów z obowiązkowym animatorem rynku - System Animatora Rynku (SAR)
Rynek SAR służy notowaniom instrumentów, dla których kluczową rolę odgrywa animator. Aby dany instrument był notowany na tej platformie, występuje konieczność posiadania animatora. Dotyczy to np. instrumentów strukturyzowanych i warrantów.
Moduł zakłada nieco inne zasady notowania w porównaniu z podstawowym systemem UTP. Na tym rynku animator może kwotować tylko te instrumenty, dla których pełni funkcję animatora. Jednocześnie tylko jeden podmiot może pełnić funkcję animatora dla danego instrumentu. Podstawową zasadą notowania na tej platformie jest zawieszenie notowań w sytuacji, gdy animator jest nieobecny w arkuszu zleceń (nie wypełnia swoich obowiązków). Brak kwotowań animatora skutkuje zatrzymaniem handlu.